# Guadalupe, Cáceres
Guadalupe là một đô thị trong tỉnh Cáceres, Extremadura, Tây Ban Nha.
40°01′B 06°04′T / 40,017°B 6,067°T